# Mirna Radulović
Mirna Radulović (serbiska: Мирна Радуловић), född 5 juli 1992 i Subotica (dåvarande Socialistiska federativa republiken Jugoslavien), är en serbisk singer-songwriter. Hon vann den andra säsongen av Prvi glas Srbije (likt The Voice). Tillsammans med Nevena Božović och Sara Jovanović är Radulović medlem i tjejgruppen Moje 3. Tillsammans med gruppen representerade hon Serbien i Eurovision Song Contest 2013 i Malmö med bidraget "Ljubav je svuda". De deltog i den första semifinalen den 14 maj. Dock lyckades de inte ta sig till finalen den 18 maj.